# Tiwah

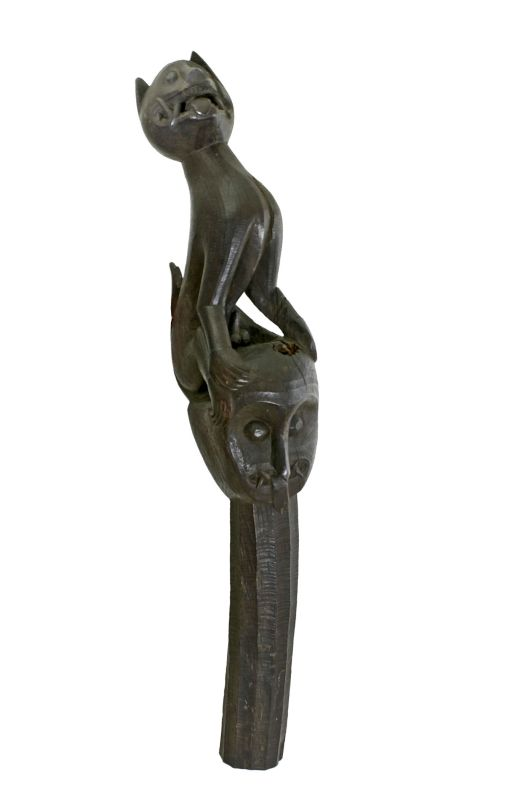
Paal waaraan vroeger slaven en krijgsgevangenen, waarvan de zielen die der overledenen in het hiernamaals moesten volgen, op de tweede dag van het tiwah feest werden vastgebonden en doodgemarteld. Wereldmuseum Amsterdam

Tiwah is het feest van de doden van de Ngaju in Kalimantan. Het wordt ook gevierd in andere delen van Indonesië. 
Tiwa bestaat uit de tweede reeks rituelen rondom het overlijden. De beenderen van de overledene wordt uit de begraafplaats gehaald, daarna worden de botten ritueel gereinigd en geplaatst in een sandung of schedelhuis. 
Bij het tiwahfeest vindt de lijkverbranding plaats van dikwijls een of meer jaren geleden gestorven stamgenoten. Tijdens dit feest is de sapoendoe de verblijfplaats van de ziel van de overledene. De rondom de sapoendoe geplaatste beelden zijn poppen, waarin de ziel van een offer zich begeeft om als slaaf in het hiernamaals te dienen. Vroeger bracht men mensenoffers, toen de Nederlanders dit verboden offerde men buffels.

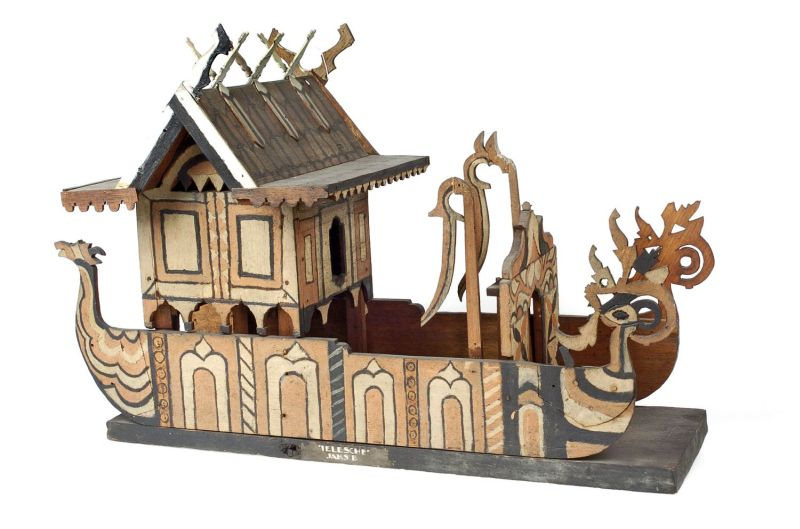
Model van een zielenschip of geestenhuisje

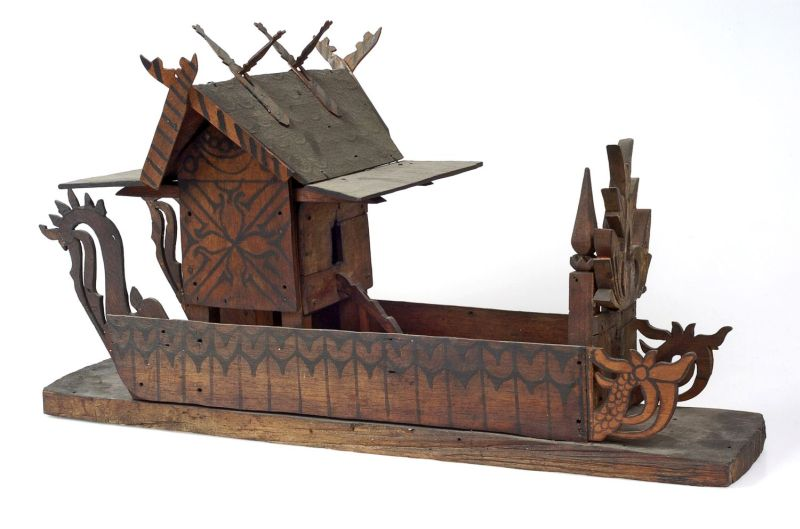
Sandung

Er komen veel rituelen voor tijdens het feest en tijdens al deze rituelen worden dieren geslacht. Zij worden aan een offerpaal (sapundu) gebonden. Met het bloed worden objecten gereinigd tijdens het feest.
Er wordt feest gevierd, omdat de overledene nu in het paradijs (Lewa Liau) opgenomen wordt en daar wordt herenigd met de voorouders. Het feest is het meest belangrijke feest van de Ngaju, nog belangrijker dan de eerste begrafenis van de overledene. Het feest is groot en complex en zeer duur. Het feest duurt drie tot veertig dagen, afhankelijk van het aantal zielen dat naar het hiernamaals wordt gestuurd. Het is gebruikelijk dat meerdere families gezamenlijk tiwah vieren en zo de kosten van het offeren van de dieren kunnen delen. 
Zowel de christelijke als moslim gemeenschap neemt deel aan het feest.